# Colom bronzat de Nova Guinea
El colom bronzat de Nova Guinea (Henicophaps albifrons) és un colom, per tant un ocell de la família dels colúmbids (Columbidae) que habita els boscos de Nova Guinea i les properes illes Aru i Raja Ampat.